# Jan Pejša
Jan Pejša (* 27. května 1970, Kladno) je bývalý český fotbalista, obránce. Po skončení aktivní kariéry hraje v týmu SK Braškov. Trenér SK Kladno

## Fotbalová kariéra
V české lize hrál za SFC Opava a SK Dynamo České Budějovice. Nastoupil ve 142 ligových utkáních a dal 8 gólů. Ve druhé lize hrál i za 1. FC Terrex Kladno a FK Teplice. V zahraničí působil na Kypru a v Rakousku.

### Ligová bilance
| Ročník                          | Zápasy | Góly | Klub                       |
| ------------------------------- | ------ | ---- | -------------------------- |
| 2. česká fotbalová liga 1993/94 | -      | 4    | 1. FC Terrex Kladno        |
| 2. česká fotbalová liga 1994/95 | -      | 5    | 1. FC Terrex Kladno        |
| 2. česká fotbalová liga 1995/96 | 15     | 1    | FK Teplice                 |
| 1. česká fotbalová liga 1995/96 | 14     | 1    | SFC Opava                  |
| 1. česká fotbalová liga 1996/97 | 24     | 0    | SFC Opava                  |
| Gambrinus liga 1997/98          | 28     | 3    | SFC Opava                  |
| Gambrinus liga 1998/99          | 21     | 2    | SFC Opava                  |
| Gambrinus liga 1999/00          | 29     | 1    | SK Dynamo České Budějovice |
| Gambrinus liga 2000/01          | 26     | 1    | SK Dynamo České Budějovice |
| 2. česká fotbalová liga 2006/07 | 29     | 0    | SFC Opava                  |
| 2. česká fotbalová liga 2007/08 | 24     | 2    | SFC Opava                  |
| CELKEM 1. česká liga            | 142    | 8    |                            |

## Trenérská kariéra
- 2. liga 2008/09 SFC Opava – asistent
- 2. liga 2011/12 SFC Opava – asistent
- Divize B 2017/18 SK Kladno - hlavní trenér
- Divize B 2018/19 SK Kladno - hlavní trenér